# Frysk Letterkundich Museum en Dokumintaasjesintrum

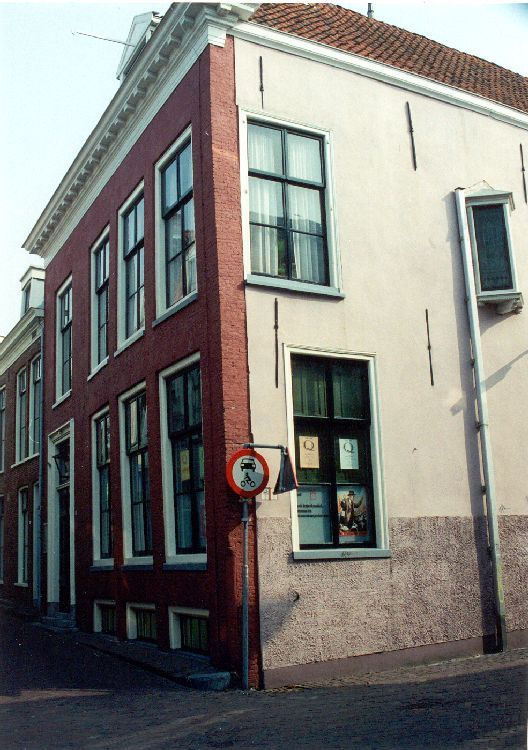
Het pand van het FLMD in 1996

Het Frysk Letterkundich Museum en Dokumintaasjesintrum ("Fries Letterkundig Museum en Documentatiecentrum") (FLMD) was een centrum voor de Friese literatuur in de Nederlandse stad Leeuwarden. Het is in 2002 opgegaan in Tresoar.

## Geschiedenis
Het Frysk Letterkundich Museum ontstond in 1959 op een zolder van de Fryske Akademy in Leeuwarden. De eerste conservator was Marten Koops Scholten, die daartoe een aantal dagdelen per week werd "uitgeleend" door zijn werkgever, de Provinciale en Buma-Bibliotheek (PBF) van Friesland. Het aanvangsbudget bedroeg 800 gulden (bijna 365 euro) per jaar.
In 1969 betrok het FLMD een eigen pand, nabij de Fryske Akademy. Scholten ging met pensioen en werd opgevolgd door Freark Dam. Deze bouwde met zijn assistent Sibe van der Meer het FLMD uit tot het centrum van de Friese literatuur. In 1977 verhuisde het FLMD naar het voormalige woonhuis van Mata Hari, Grote Kerkstraat 28 (nu: 212) in Leeuwarden. Met behulp van subsidie van het Nederlandse Ministerie van WVC en van de Provinsje Fryslân kon meer personeel worden aangetrokken. 

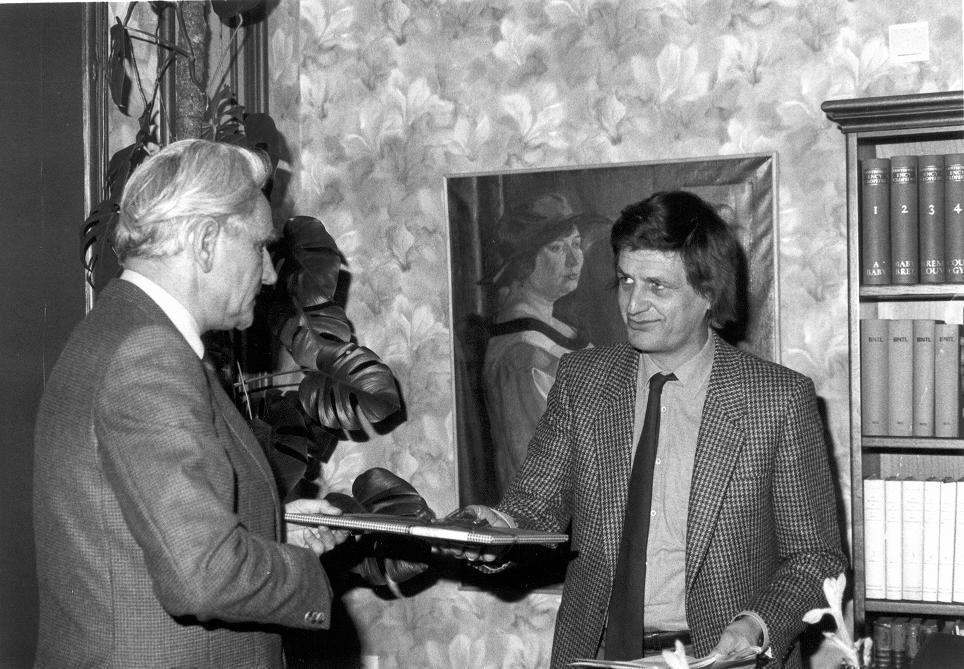
Tamminga (links) treedt af als voorzitter van het FLMD, zijn opvolger is Philippus Hillebrand Breuker

Drie jaar later werd in het pand naast het museum de Troelstra Samling ("Troelstraverzameling") ingericht, een permanente expositie over Pieter Jelles Troelstra en zijn vrouw Nynke fan Hichtum, waarbij ook aandacht werd besteed aan hun zoon, de kunstschilder Jelle Troelstra en aan Piter Jelles' broer Dirk Troelstra, de tekstschrijver van Morgenrood en Aan de strijders.
Freark Dam werd in 1986 opgevolgd door Tineke Steenmeijer. In 1990 werd het museum uitgebreid met een modern depot en met het Skriuwershûs ("Schrijvershuis"), bedoeld voor vergaderingen en cursussen. In 1999 vierde het FLMD zijn veertigjarige bestaan. Op dat moment waren al besprekingen gaande met de Provinciale en Buma-Bibliotheek en het Ryksargyf Fryslân over een mogelijk samengaan. Op 1 september 2002 kwam een nieuwe organisatie met de naam Tresoar tot stand.

## Stichting
De Stichting FLMD bleef ook na de vorming van Tresoar bestaan. De stichting is vertegenwoordigd in het bestuur van Tresoar. Bovendien beheert zij een aantal fondsen waaruit subsidies worden verleend voor Fries-literaire activiteiten. De woonark van de Friese schrijver Rink van der Velde, gelegen bij De Veenhoop, wordt door de stichting verhuurd aan schrijvers om zich gedurende enige weken terug te trekken voor het werken aan literaire producties.